# Легович, Ян
Ян Легович (пол. Jan Legowicz; 9 августа 1909 — 27 октября 1992, Варшава) – польский философ и историк философии.

## Биография
Детство его прошло в Львове. Там же окончил IV классический лицей имени  Яна Длугоша. Изучал философию и педагогику в Католическом университете Фрайбурга ( Фрибура)  в Швейцарии. Кроме философии и  педагогики изучал палеографию, нумизматику и археологию, а также совершенствовал  знание в классических языках - латинском, греческом и иврите.
Окончил университет в 1937 году, получив  звание доктора философии.
После окончания школы, несмотря на возможность заниматься научно-исследовательской работой в Швейцарии, он вернулся на родину и поселился во Львове. Во время Второй мировой  войны  принял активное участие в деятельности сопротивления.
После войны  был директором и преподавателем в школе. Переехал в Томашув-Мазовецки, где также работал в  школьном  образовании (в 1946-1948 годах в качестве директора педагогического лицея).
В 1948 ездил в Лодзь, где  как профессор философии читал лекции по  истории философии. В 1953 году переехал из Томашув- Мазовецкого  в Варшаву и стал профессором Варшавского университета. С Варшавским университетом он остался связан до конца жизни. Кроме научной и педагогической деятельности профессора, Ян  Легович  занимал в Варшавском университете различные административные должности. Он также читал лекции в Военно-политической академии.
С 1968 года Я.Легович был председателем редакционного совета серии "Библиотека классиков философии"(BKF), сменив
Тадеуша Котарбинского. По его инициативе в серии "Библиотека классиков философии" был издан объемный перевод сочинений Аристотеля.                                                                                                    В 1979 году он ушел в отставку, но продолжал принимать  активное участие в научной жизни. Редактировал ряд журналов (в том числе и «Философские исследования»).
Ян Легович  сыграл важную роль в развитии истории философии  в Польше. На его историко-философских работах было воспитано целое поколение философов.

## Сочинения
- J. Legowicz, Człowiek istota ludzka, Dom Wydawniczy Szczepan Szymański, Warszawa 1993.
- J. Legowicz, Filozofia. Istnienie — myślenie — działanie, PWN, Warszawa 1972.
- J. Legowicz, O nauczycielu. Filozofia nauczania i wychowania, PWN, Warszawa 1975.
- J. Legowicz, Zarys historii filozofii : elementy doksografii / — Warszawa : Wiedza Powszechna, 1964. — XI, [1], 443, [1] с., [14] л. ил., карт, факс. ; 24 см. — Библиогр.: с. 381—429. — Указ. в конце кн.: с. 430 — [444] .
- J. Legowicz, Zarys historii filozofii. Elementy doksologii, Wiedza Powszechna, Warszawa 1976.
- J. Legowicz, Historia filozofii starożytnej Grecji i Rzymu, Państwowe Wydawnictwo Naukowe, Warszawa 1986.